# Aree naturali protette di Mauritius
La rete delle aree naturali protette di Mauritius comprende tre parchi nazionali e numerose riserve naturali, per una superficie complessiva di 98 km², pari al 5,0 % del territorio nazionale, cui si aggiungono 50 km² di aree marine protette.

## Parchi nazionali

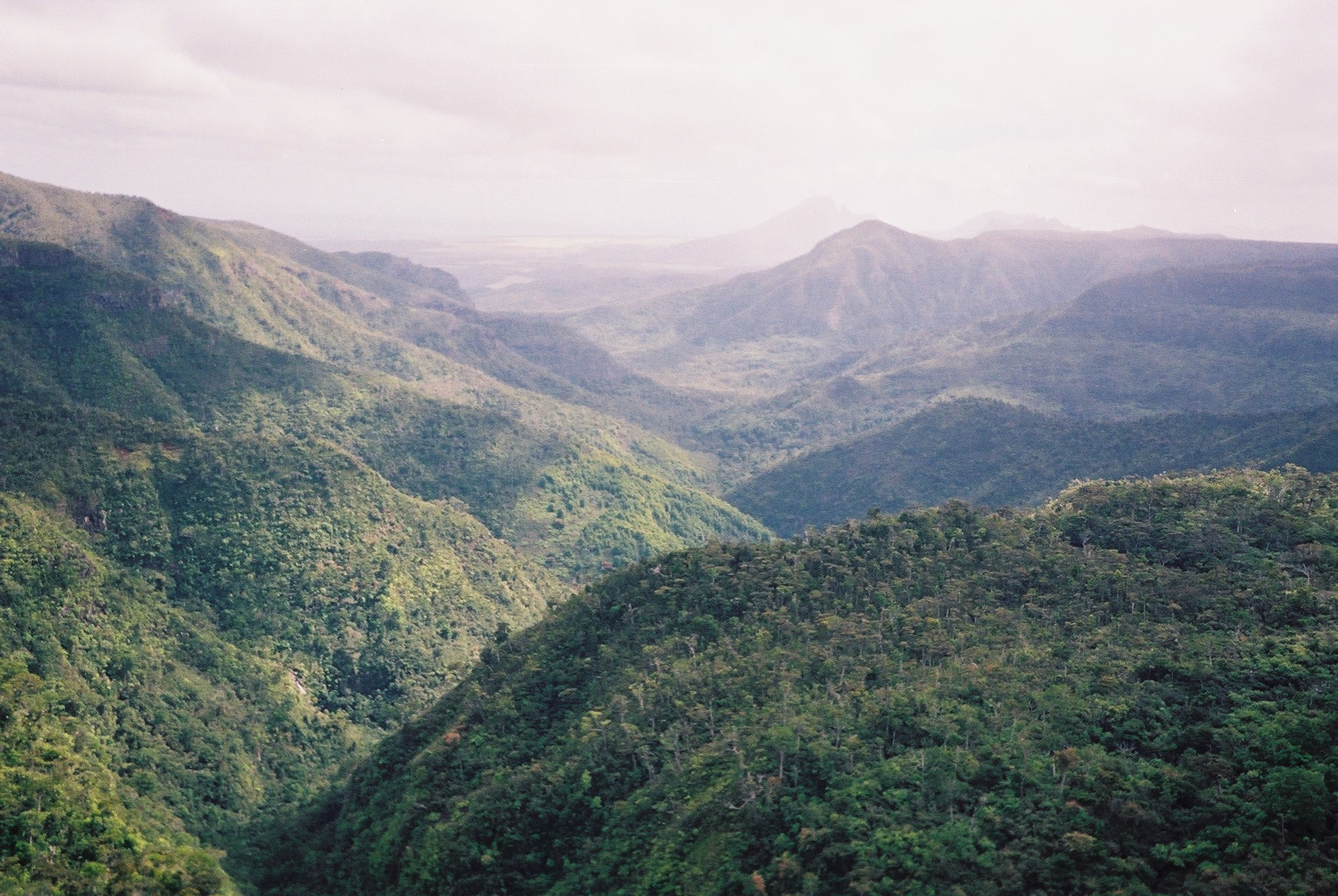
Parco nazionale delle gole del Fiume Nero

- Parco nazionale delle gole del Fiume Nero[2]
- Parco nazionale Bras d'Eau[3]
- Parco nazionale delle Isole minori che raggruppa le seguenti isole e isolotti che sorgono al largo delle coste dell'isola madre:[4][5]
  - Île aux Flamants
  - Île aux Fouquets
  - Île aux Fous
  - Île aux Oiseaux
  - Île aux Vacoas
  - Île d'Ambre
  - Rocher aux Pigeons
  - Rocher des Oiseaux

## Riserve della biosfera
- Riserva della biosfera Macchabee/Bel Ombre [6]

## Riserve naturali integrali

Île aux Serpents

- Île aux Serpents

## Riserve naturali

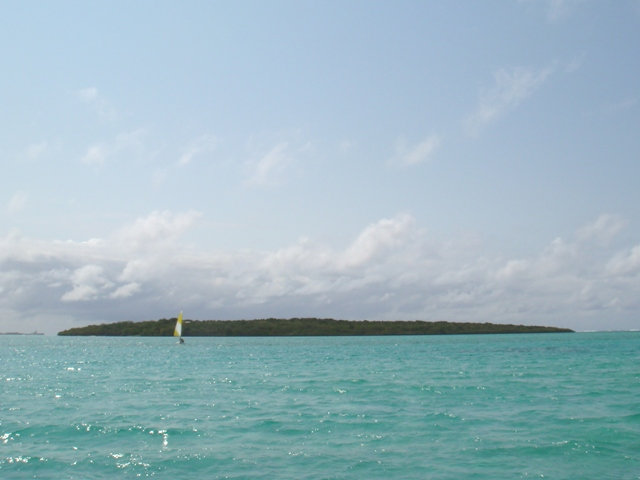
Île aux Aigrettes

- Anse Quitor
- Bois Sec
- Cabinet Nature Reserve
- Coin de Mire (Gunner's Quoin)
- Corps de garde Nature Reserve
- Gouly Pere
- Grande Montagne
- Île aux Aigrettes
- Île aux Mariannes
- Île aux Sables
- Île Cocos
- Île Plate (Flat Island)
- Île Ronde (Round Island)
- Îlot Gabriel (Gabriel Island)
- Le Pouce
- Les Mares
- Perrier Nature Reserve
- Vallee D'Osterlog Endemic Garden

## Riserve di pesca
- Poudre d'Or
- Grand Port
- Port Louis
- Black River
- Poste Lafayette Fishing Reserve
- Trou d'Eau Douce

## Aree marine protette
- Parco marino di Balaclava
- Riserva naturale marina Blue Bay/Le Chaland

## Zone umide
- Pointe d'Esny Wetland
- Blue Bay
- Rivulet Terre Rouge Estuary Bird Sanctuary